# Wesółka (województwo dolnośląskie)
Wesółka – wieś w Polsce, położony w województwie dolnośląskim, w powiecie oleśnickim, w gminie Twardogóra.
Wchodzi w skład sołectwa Moszyce.
Do 2024 r. miejscowość była przysiółkiem wsi Moszyce. W latach 1975–1998 przysiółek należał administracyjnie do województwa wrocławskiego.